# Памятник труженикам тыла (Кемерово)
Памятник труженикам тыла — памятник в городе Кемерово Кемеровской области.
Памятник был открыт 9 мая 2005 года в кемеровском парке Победы имени Жукова. На торжественную церемонию собрались участники войны и труженики тыла, которым он посвящён. Кроме ветеранов в церемонии открытия приняли участие воспитанники кадетской школы-интерната полиции.
Автор бронзовой композиции — кемеровский скульптор Алексей Хмелевской. На монументе, установленном на гранитном основании, изображён пожилой мужчина, женщина и ребёнок. Над скульптурной группой возвышается столб с установленными на нём громкоговорителями — с помощью такого уличного радиорупора в военное время люди слушали новости с фронта. Надпись на стилизованном флаге вверху скульптурной композиции: «Кузбасс − фронту» — говорит о вкладе, который внесли труженики тыла этого региона в победу над фашистской Германией. Рядом с памятником на невысоком постаменте, выложенном тротуарной плиткой, установлена мемориальная доска.